# Jean-Philippe Graffenauer
Jean-Philippe Graffenauer (* 27. Juni 1775 in Straßburg; † 29. März 1838 ebenda) war ein französischer Mediziner und Mineraloge.

## Leben
Jean-Philippe Graffenauer war ein Sohn des gleichnamigen Straßburger Advokaten Jean-Philippe Graffenauer (1740–1824) und der Marguerite Élisabeth Plarr. Er studierte Medizin an der Universität seiner Heimatstadt  und erreichte im Alter von 28 Jahren den Doktortitel aufgrund seiner Dissertation Traité sur le camphre, considéré dans ses rapports avec l’histoire naturelle, la physique, la chimie et la médicine (Straßburg und Paris 1803). Daneben bildete er sich beim Naturforscher Johann Hermann auch auf dem Gebiet der Mineralogie aus.
Am Beginn seiner Karriere beteiligte Graffenauer sich als Militärarzt der Grande Armée von 1805–08 an den Feldzügen, die Napoleon Bonaparte gegen Deutschland und Polen führte. Dies gab ihm u. a. Gelegenheit zur Erforschung der damals noch wenig bekannten Natur der Ostseeküste. Nach der Beendigung seines Engagements bei der Grande Armée arbeitete er als Arzt in seiner Heimatstadt. Er gehörte mehreren gelehrten Gesellschaften wie u. a. der Société de médicine de Paris an.
Bleibende Bekanntheit erwarb er sich durch seine medizinischen und mineralogischen Schriften, die zum Teil einen gemeinnützigen Inhalt hatten. Sein wichtigstes Werk, die „medizinische Topographie“ Straßburgs (Topographie physique et médicale de la ville de Strasbourg, Straßburg 1816), berücksichtigte den Einfluss klimatischer und hydrologischer  Bedingungen sowie der Ernährungsgewohnheiten und beruflichen Konditionen der Bevölkerung auf die bei ihr vorkommenden Krankheiten. Er bemühte sich auch um die Aufstellung einer Klassifikation der verschiedenen Krankheiten mit zugehörigen Sterblichkeitsstatistiken  und gab Ratschläge zur Verbesserung des öffentlichen Gesundheitswesens.
Graffenauer verfasste ferner Aufsätze in verschiedenen Fachjournalen, schrieb eine Naturgeschichte des Bernsteins (1821) und übersetzte die Badeschriften von Peez (1823 und 1830) und Rulmann (1826) über die Thermen von Wiesbaden. Er starb am 29. März 1838 im Alter von 62 Jahren in Straßburg.

## Weitere Schriften
- Essai d’une minéralogie économico-technique des départements du Haut- et Bas-Rhin formant la ci-devant Alsace, Straßburg 1806
- Lettres écrites en Allemagne, en Prusse et en Pologne dans les années 1805, 1806, 1807 et 1808; contenant des recherches statistiques, historiques, littéraires, physiques et médicales …, Paris und Straßburg 1809; deutsch Meine Berufsreisen durch Deutschland, Preußen und Warschau in den Jahren 1805–1808, Chemnitz 1811
- Histoire naturelle, chimique et technique du succin ou ambre jaune, Straßburg und Paris 1821